# Symplecta (Symplecta) grata
Symplecta (Symplecta) grata is een tweevleugelige uit de familie steltmuggen (Limoniidae). De soort komt voor in het Palearctisch en Nearctisch gebied.